# Baker Street (canción)
«Baker Street» es una canción de Gerry Rafferty estrenada en 1978, perteneciente a su segundo álbum solista, llamado City to City. El nombre del tema se debe a la famosa calle londinense del mismo nombre. El sencillo alcanzó el puesto número 3 en el Reino Unido y el 2 en los Estados Unidos, además de alcanzar el top 10 en los Países Bajos (posición 9).
Fue el primer lanzamiento de Rafferty tras las disputas jurídicas que rodearon a la separación de la banda Stealers Wheel en 1975. Rafferty no pudo presentar ningún material durante tres años, en tanto no se resolvieran ciertas cuestiones judiciales. El saxofonista de esta canción es Raphael Ravenscroft.
"Baker Street" fue grabada por el grupo inglés de música dance Undercover en 1992, alcanzando el número 2 en Reino Unido y países europeos. En 1998, la banda Foo Fighters realizó un cover de la canción que se incluyó en el CD single de "My Hero". La parte del saxofón fue reemplazada en esa versión por una guitarra eléctrica.

## Personal
- Gerry Rafferty - voz
- Raphael Ravenscroft - saxofón alto y soprano
- Hugh Burns - guitarra principal
- Nigel Jenkins - guitarra rítmica
- Tommy Eyre - sintetizador, piano eléctrico y acústico
- Gary Taylor - bajo
- Henry Spinetti - batería
- Glen Le Fleur - bongos
- Graham Preskett - arreglos de cuerdas